# Carrer de la Diputació (Sant Sadurní d'Anoia)
El Carrer de la Diputació és una obra amb elements modernistes i eclèctics de Sant Sadurní d'Anoia (Alt Penedès) inclosa a l'Inventari del Patrimoni Arquitectònic de Catalunya.

## Descripció
Carrer amb edificacions a banda i banda, generalment de planta baixa i un o dos pisos. El conjunt resulta bastant unitari, tot i respondre a dues etapes principals de construcció que es reflecteixen en una gradació estilística que va de l'Eclecticisme i el Modernisme al Noucentisme.

## Història
El carrer de la Diputació constitueix un dels eixos d'articulació de l'eixample vuitcentista de Sant Sadurní d'Anoia. El desenvolupament de l'eixample en aquest sector té el seu origen en la inauguració de la línia del ferrocarril el 1865, i en la construcció posterior de la carretera d'Ordal a Sant Quintí, l'any 1883 (actualment carretera de Sant Boi a La Llacuna). El tram superior del carrer fou construït entre 1880 i 1885, i l'inferior entre 1929 i 1936.